# West-Indische Federatie
De West-Indische Federatie (Engels: West Indies Federation) was een politieke unie van een groep eilanden gelegen in het Caribisch gebied, die bestond van 3 januari 1958 tot 31 mei 1962. Deelnemers waren gebieden die in eerdere eeuwen onder de heerschappij van het Verenigd Koninkrijk waren gebracht ('koloniën') en ook wel Britse Antillen werden genoemd. De bedoeling was dat de West-Indische Federatie een onafhankelijk land zou worden, maar voordat dit verwezenlijkt kon worden viel ze uit elkaar door interne spanningen.

## Deelnemende provincies
De Federatie, een staatkundige eenheid met binnenlands zelfbestuur, bestond uit tien provincies (het zogenaamde Brits West-Indië).
De provincies van de West-Indische Federatie waren:
- Antigua en Barbuda
- Barbados
- Dominica
- Grenada
- Jamaica (waarvan de Kaaimaneilanden en de Turks- en Caicoseilanden afhankelijke gebieden waren)
- Montserrat
- Saint Christopher, Nevis en Anguilla (het huidige Saint Kitts en Nevis en Anguilla)
- Saint Lucia
- Saint Vincent en de Grenadines
- Trinidad en Tobago

De hoofdstad van de staat was Chaguaramas, een stad een paar kilometer ten westen van Port of Spain, de huidige hoofdstad van Trinidad en Tobago.
De Bahama's, Bermuda, en de Britse Maagdeneilanden kozen ervoor niet deel te nemen. Brits-Guiana (Guyana) en Brits-Honduras (Belize) waren alleen waarnemende leden aan de federatie.
De munteenheid van de Federatie was de West-Indische dollar, die later werd vervangen door de Oost-Caribische dollar.

## Geschiedenis

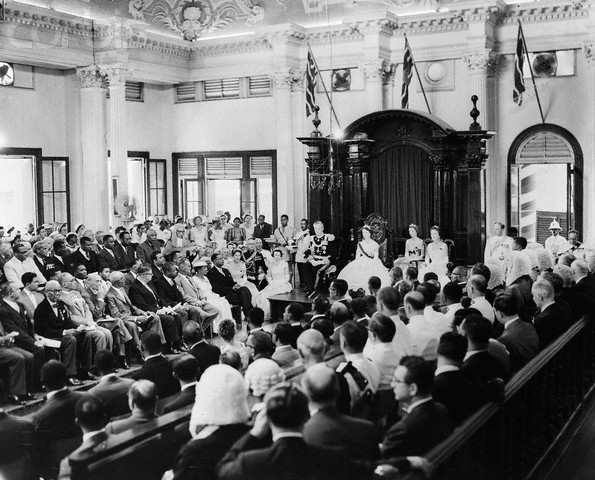
Inauguratie van de Federatie (22 april 1958).

De federatie werd gevormd in 1958 nadat de roep om onafhankelijkheid niet meer genegeerd kon worden. Het was een poging om aan alle onafhankelijkheidseisen in het gebied te voldoen.
Hoewel de Federatie oorspronkelijk enthousiast werd begroet, hield de unie geen stand. De grootste provincies, Jamaica en Trinidad, overheersten al snel de federale regering, wat de kleinere provincies niet graag zagen. Dit had tot gevolg dat de grotere provincies geen deel meer wilden uitmaken van een federatie waarvan vele leden vijandig tegenover hen stonden.
In 1961 hield de premier van de Jamaicaanse provincie een referendum over onafhankelijkheid zonder verbondenheid met andere eilanden. Deze onafhankelijkheid kreeg instemming, en na het vertrek van Jamaica bleek al snel dat de federatie geen kans van slagen meer had. Ze viel snel uiteen, en de meeste provincies werden onafhankelijke landen, wel nog altijd met de Britse monarch als staatshoofd.